# NGC 3949
NGC 3949 eine Spiralgalaxie mit ausgedehnten Sternentstehungsgebieten vom Hubble-Typ SA(s)bc im Sternbild Großer Bär am Nordsternhimmel, die schätzungsweise 38 Millionen Lichtjahre von der Milchstraße entfernt ist. 
In der Galaxie wurde bisher die SN 2000db Supernova beobachtet.
Das Objekt wurde am 5. Februar 1788 von dem deutsch-britischen Astronomen Wilhelm Herschel entdeckt.